# Drasteria sabulosa
Drasteria sabulosa là một loài bướm đêm thuộc họ Erebidae. Nó được tìm thấy ở British Columbia phía nam into Hoa Kỳ ở đó nó found về phía đông đến Wyoming, Utah, Colorado, New Mexico và as far phía nam as Arizona.
Sải cánh dài 33–37 mm.